# منزل آل المفتي
منزل آل المفتي من أقدم المباني في مدينة عمّان، وكان مكوناً من طابقين ومغطى بالقرميد الأحمر. بناه محمد المفتي والد سعيد المفتي في أوائل القرن العشرين. وكان يقع في شارع سينما البتراء القريب من سيل عمّان في وسط المفتي. وقد نزل في ضيافته: الأمير عبد الله الأول بن الحسين وعائلته فترةً من الزمن لدى قدومهم إلى مدينة عمّان. كما اتخذه المعتمد البريطاني منزلاً له فيما بعد.
وفي فترة لاحقة استأجرته الحكومة الأردنية ليكون مقراً لرئاسة الوزراء. وفي النهاية تحوّل المبنى إلى مستشفى حكومي. وفي الخمسينات من القرن العشرين: هدم المبنى وأقيم مكانه سوق تجاري ( سوق البخارية).